# Edna (Kansas)
Edna és una població dels Estats Units a l'estat de Kansas. Segons el cens del 2000 tenia 423 habitants.

## Demografia
Segons el cens del 2000, Edna tenia 423 habitants, 191 habitatges, i 123 famílies. La densitat de població era de 408,3 habitants/km².
Dels 191 habitatges en un 28,8% hi vivien nens de menys de 18 anys, en un 47,6% hi vivien parelles casades, en un 13,1% dones solteres, i en un 35,6% no eren unitats familiars. En el 34% dels habitatges hi vivien persones soles el 25,1% de les quals corresponia a persones de 65 anys o més que vivien soles. El nombre mitjà de persones vivint en cada habitatge era de 2,21 i el nombre mitjà de persones que vivien en cada família era de 2,79.
Per edats la població es repartia de la següent manera: un 27,9% tenia menys de 18 anys, un 4% entre 18 i 24, un 23,4% entre 25 i 44, un 21,7% de 45 a 60 i un 22,9% 65 anys o més.
L'edat mediana era de 42 anys. Per cada 100 dones de 18 o més anys hi havia 77,3 homes.
La renda mediana per habitatge era de 27.250 $ i la renda mediana per família de 34.205 $. Els homes tenien una renda mediana de 28.438 $ mentre que les dones 21.563 $. La renda per capita de la població era de 18.694 $. Entorn de l'1,7% de les famílies i el 6,3% de la població estaven per davall del llindar de pobresa.

## Poblacions més properes
El següent diagrama mostra les poblacions més properes.